# Климчук Василь Іванович
Климчук Василь Іванович (29 квітня 1929, с. Польове Барського району Вінницької області — 08 червня 2006, с. Ягідне Чернігівського району Чернігівської області) — директор радгоспу «Чернігівський» (далі ДПДГ «Чернігівське») в с. Ягідне Чернігівського району Чернігівської області з 1965 по 1992 рік. Кавалер орденів Знак Пошани в 1966 році, двічі орденів Жовтневої Революції в 1971 та 1976 роках, ордена Леніна в 1986 році. Учасник Другої світової війни.

### Біографічні відомості
Климчук Василь Іванович, українець, народився 29.04.1929 р. в с. Польове Барського району Вінницької області в сім'ї одноосібних селян, в подальшому колгоспників.
Його батько—Климчук Іван Лук'янович, 1902 року народження, працював як одноосібник на себе, але в зв'язку з примусовою колективізацією селян був змушений «добровільно» вступити в місцевий колгосп, віддавши свою землю, робочу худобу та реманент. В колгоспі був молотобійцем на кузні. Воював в лавах Червоної Армії в 1944—1945 роках. Перемогу над нацистами зустрів в Угорщині. Був двічі поранений. Після демобілізації працював в колгоспі їздовим, бо через поранення не зміг працювати на важких фізичних роботах. Помер в 1975 році, похований в рідному с. Польове.
Мати—Климчук (дівоче—Данилюк) Марія Данилівна, 1908 року народження, процювала на різних роботах в рільничій бригаді колгоспу. Померла в 1994 році, похована в с. Ягідне.
Сестра—Кіка(дівоче—Климчук), 1931—2009 роки життя.
Климчук Василь Іванович пішов в перший клас місцевої школи в 8 років в вересні 1937 року. До війни встиг закінчити 4 класи. Вчився на відмінно. 1941 рік, 22 червня—початок війни та весь період окупації був в рідному селі, допомогав батькам по господарству. При німцях школа не працювала. Вінниччина так стрімко попала під окупацію, що його батька навіть не встигли мобілізувати до війська. Село визволили в березні 1944 року. Через польовий воєнкомат батька, Климчука Івана Лук'яновича, забрали в Червону Армію. Воював в Карпатах, в Угорщині біля озера Балатон на посаді санітара.
Восени 1945 року в селі знову відкрилася школа. Климчук В. І. пішов навчатися до 5 класу. Вчився здібно, і за тиждень його перевели в 6 клас. Семирічну школу закінчував в сусідньому селі Супівка. І за всі роки мав похвальні листи. Наздоганяв втрачений через війну час. У вересні 1947 року став навчатись в сільськогосподарському технікумі на агронома. І знову пощастило: 4 роки навчання скоротили до 3 років. Наздогнав ще один рік. Бо вирішив вчитись далі на вченого агронома в столиці СРСР, в Тимирязівській сільгоспакадемії в Москві. Бо був відмінником та потрапив до тих 4 відсотків найкращих студентів, які мали право поступати в профільні ВНЗ без екзаменів. Але з Москви прийшов лист-відповідь з відмовою. Для українців, що були під тимчасовою окупацією німців, пільги були скасовані. Керівництво технікуму переробило лист-направлення на інший ВНЗ—Уманьський сільськогосподарський інститут. Та приймальна комісія в Умані відмовила Климчуку В. І., бо спливли терміни подачі документів. Порадили повертатись додому та поступати на наступний рік. Для юнака в 21 рік це було як особисте горе. Пропонували втратити рік. 
Але азарт і завзяття абітурієнта вразили ректора ВНЗ. Климчук В. І. був зарахований до студентів вузу з іспитовим терміном, без стипендії. Новий 1951 рік став щасливим. Вже в січні Климчук В. І. став повноправним студентом. Вчився на відмінно, і лише одна трійка, як оцінка, стала на заваді отримати диплом вченого агронома із відзнакою. 
04.04.1955 відбулось весілля Климчука Василя Івановича з його нареченою—Пастушенко Марією Григоріївною. Климчука В. І. направили на роботу в Чернігівську область, в радгосп «Чернігівський» на посаду агронома господарства. Перше знайомство з радгоспом відбулось 05.05.1955 року. Молодий агроном повинен бути на роботі вже о 9 годині ранку. Але він запізнився на 15 хвилин. Директор господарства за запізнення на роботу в перший день роботи оголосив Климчуку В. І. догану. Радгосп «Чернігівський» був заснований в 1951 році як плодорозсадницьке господарство. На початку 1955 року було прийнято рішення про ліквідацію господарства як нерентабельного. Молодий агроном налагодив повний цикл вирощування плодових саджанців яблуні. По результатам 1955 року господарство стало прибутковим. Прибуток в 7 тисяч карбованців залишив радгосп на плаву. В наступні роки господарство лише підвищувало свою ефективність.